# Joseph Pistone

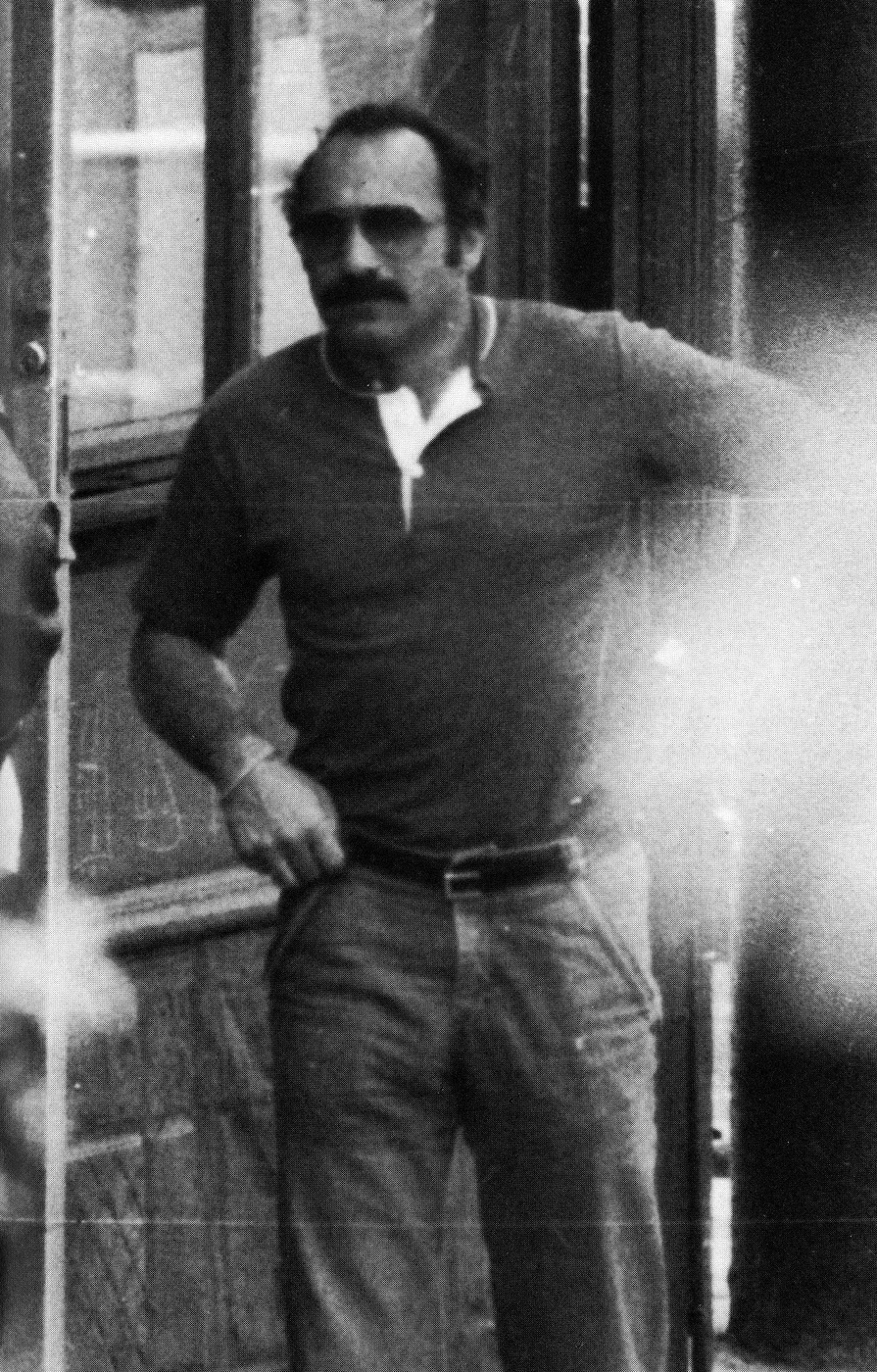
Überwachungsfoto des FBI von Joseph Pistone

Joseph Dominick Pistone (* 17. September 1939 in Erie, Pennsylvania) ist ein ehemaliger FBI-Agent, der sechs Jahre lang als verdeckter Ermittler unter dem Namen Donnie Brasco die New Yorker Mafiafamilie Bonanno und teilweise auch die Colombo-Familie ausspionieren konnte.
Pistone war 17 Jahre FBI-Agent und ist heute unter den Mitarbeitern des FBI eine Legende.
Er war ein Pionier in der langjährigen Undercoverarbeit. J. Edgar Hoover wollte zunächst keine FBI-Agenten undercover arbeiten lassen, da er die Arbeit als schmutzig ansah und fürchtete, dass diese die Agenten verderben werde. Pistones erfolgreiche Arbeit überzeugte die Führung des FBI jedoch später von der Sinnhaftigkeit der Undercoverarbeit.
Seine Tätigkeit als Agent im Untergrund wurde im Film Donnie Brasco dargestellt.

## Biografie
Pistone wurde in Erie geboren und wuchs in Paterson auf. Er machte seinen Abschluss am Paterson State College (heute William Paterson University) mit einem B.A. in Sozialpädagogik im Jahre 1965. Er arbeitete ein Jahr lang als Lehrer, bevor er eine Stelle beim Marinegeheimdienst annahm. Pistone ging 1969 zum FBI. Nach diversen Posten ging er 1974 nach New York zur Abteilung für LKW-Überfälle. Seine Fähigkeit, Trucks zu fahren, führte zu seiner ersten Undercovermission. Hierfür nahm er den Namen Donald („Donnie“) Brasco als Alias-Namen an. Er schlich sich bei einer Bande ein, die Trucks ausraubte, und sein Einsatz führte zur Verhaftung von 30 Mitgliedern.

### Operation: Sun-Apple (1976–1981)
Pistone wurde wegen seiner sizilianischen Abstammung, seiner guten italienischen Sprachkenntnisse und wegen seiner Erfahrung mit dem Mob aus seiner Jugend in New Jersey für den Einsatz als Undercover in der La Cosa Nostra ausgewählt. Weiterhin hatte er die Fähigkeit, auch unter extremem Druck nicht nervös zu werden, und geriet wortwörtlich nie ins Schwitzen. Außerdem kannte er die Mafiacodes und -regeln und besuchte einige Vorbereitungskurse, bevor er sich als Experte für Juwelendiebstähle bei einer der Mafia-Familien einzuschleichen versuchte.
Die Operation trug den Namen „Sun-Apple“ und begann im September 1976. Pistone verließ als Donnie Brasco das FBI-Büro und kehrte erst viele Jahre später zurück. Zunächst sollte die Operation nicht länger als sechs Monate dauern. Pistone wurde Teil der Crew um Jilly Greca aus der Colombo-Familie. Später schloss er sich der Bonanno-Familie an und entwickelte enge Beziehungen zu Anthony Mirra und Dominick „Sonny Black“ Napolitano und wurde vom „Soldaten“ Benjamin „Lefty Guns“ Ruggiero angelernt. Ruggiero wurde ein enger Freund Pistones. Pistone wurde Betreiber des King’s Court Bottle Club in Florida. Da dieses Geschäft gut lief, stieg sein Ansehen beim Mob.
Um Vollmitglied der Mafia zu werden – als einem Italiener sizilianischer Abstammung wäre ihm das möglich gewesen –, hätte er allerdings auch irgendwann einen Auftragsmord begehen müssen, und so wurde er eines Tages im Dezember 1980 gebeten, den Capo der Bonanno-Familie Philip Giaccone zu ermorden.
Dieser „Hit“ wurde zwar zurückgezogen, aber später sollte Pistone dann Alphonse „Sonny Red“ Indelicatos Sohn, Anthony „Bruno“ Indelicato, ermorden. Für ihn als FBI-Beamten war diese Tat natürlich nicht straffrei möglich; abgelehnt werden konnte ein solcher Auftrag allerdings auch nicht folgenlos. Pistones Undercovereinsatz wurde deshalb nach sechs Jahren abgebrochen, da die Vorgesetzten um sein Leben fürchten mussten.

### Folgen
Nachdem Pistone am 26. Juli 1981 untergetaucht war, erfuhr die Mafia von seiner wahren Identität. Napolitano, der zugelassen hatte, dass ein FBI-Agent in die „Familie“ aufgenommen wurde, wurde dafür am 17. August 1981 ermordet. Er wurde erschossen, und seine Hände wurden abgehackt.
Auch Anthony Mirra, der Donnie Brasco als erstes vorgestellt hatte, wurde getötet. Ruggiero wurde festgenommen, um seine Ermordung zu verhindern.
Die Mafia setzte ein Kopfgeld in Höhe einer halben Million US-Dollar auf Donnie Brasco aus. Die von Brasco gesammelten Beweise führten zur Verhaftung von 200 Verdächtigen und der Überführung von 100 Gangstern.
Der Boss der Bonannos, Joseph Massino, konnte 2004 wegen des Inauftraggebens der Ermordung Napolitanos verurteilt werden. Pistone ist immer noch untergetaucht und hält sich von Orten fern, in denen es eine hohe Konzentration von Mafiosi gibt. Er war beratend für den Spielfilm Donnie Brasco tätig und fuhr dafür nach New York. Er fungiert weiterhin als Experte für Organisiertes Verbrechen für Regierungskommissionen und Polizeibehörden und wurde auch zu einer Aussage vor dem US-Senat geladen, um dort als Experte auszusagen.

## Kunst
- Pistone beschrieb seine Erfahrungen 1988 in seinem Buch Donnie Brasco: My Undercover Life in the Mafia.
- Das Buch war Grundlage des Spielfilms Donnie Brasco, mit Johnny Depp als Pistone und Al Pacino als „Lefty Ruggiero“. Bei diesem Film fungierte Pistone als Berater, um die Authentizität zu garantieren.
- In der Fernsehserie Falcone wird die Geschichte Pistones erzählt. Allerdings wurde hier der Name Falcone wegen Fragen des Copyrights verwendet. Jason Gedrick spielt hier den „Falcone“.
- Pistone veröffentlichte das Buch The Way of the Wiseguy (2004) und Donnie Brasco: Unfinished Business (2007).[9]
- Pistone schrieb weiterhin einige Romane: The Good Guys. Deep Cover, Mobbed Up und Snake Eyes.
- Der Mordauftrag und das Kopfgeld der Mafia wird im Spielfilm Der Pate von New York erwähnt.

## Dokumentationen
- 2012: Im Netz der Mafia – Die Geheimakten des FBI: Der Undercover-Agent Donnie Brasco (Folge 8 von 13); Erstausstrahlung 10. Juni 2013 ZDF (OT: Mafia’s Greatest Hits: Donnie Brasco: Undercover In The Mob; Erstausstrahlung UK 6. Juli 2012)